# High-Level Data Link Control
HDLC (ang. High-Level Data Link Control) – protokół warstwy łącza danych modelu OSI. Standard HDLC opisuje norma ISO, lecz szeroko stosuje się także implementację CISCO. HDLC jest stosowany w technologii WAN, obsługuje zarówno połączenia dwupunktowe, jak i wielopunktowe. Jest protokołem o orientacji bitowej. Jest przezroczysty informacyjnie.

## Tryby pracy
1. NRM (ang. normal respond mode) – normalny system odpowiedzi. W tym trybie urządzenie działające jako slave nie może inicjować transmisji.
2. ARM (ang. asynchronous respond mode) – asynchroniczny system odpowiedzi. W tym trybie urządzenie działające jako slave może inicjować transmisję.

## Odmiany HDLC
Istnieją dwie implementacje protokołu HDLC. Pierwsza z nich jest standardem ISO, natomiast druga stworzona została przez CISCO. Głównie różnią się polem Type. Jednym z problemów wersji ISO jest brak możliwości zdefiniowania w jaki sposób obsłużyć wiele protokołów jednym połączeniem. Wersja CISCO eliminuje tę niedogodność. Tym sposobem ISO HDLC zazwyczaj używany jest w połączeniach szeregowych, gdzie działa pojedynczy protokół komunikacyjny.

## Struktura ramki
| Znacznik | Adres   | Sterowanie     | Dane                        | FCS      | Znacznik (opcjonalny) |
| -------- | ------- | -------------- | --------------------------- | -------- | --------------------- |
| 8 bitów  | 8 bitów | 8 lub 16 bitów | Dowolna: 0 lub więcej bitów | 16 bitów | 8 bitów               |

| Znacznik | Adres   | Sterowanie     | Typ | Dane                        | FCS      | Znacznik (opcjonalny) |
| -------- | ------- | -------------- | --- | --------------------------- | -------- | --------------------- |
| 8 bitów  | 8 bitów | 8 lub 16 bitów |     | Dowolna: 0 lub więcej bitów | 16 bitów | 8 bitów               |

- Znacznik: Sekwencja 011111102 (7E16).
- Adres: Adresowanie stacji końcowej.
- Sterowanie: Określa typ ramki (dane, sterowanie, nadzór) oraz jej parametry w zależności od typu.
- Dane: Zawiera przesyłane dane.
- FCS: Suma kontrolna (najczęściej CRC-16 lub CRC-CCITT).
- Znacznik: Opcjonalny znacznik oznaczający koniec ramki, który może być jednocześnie początkiem ramki następnej.